# Trotzige Herzen (Heimburg)

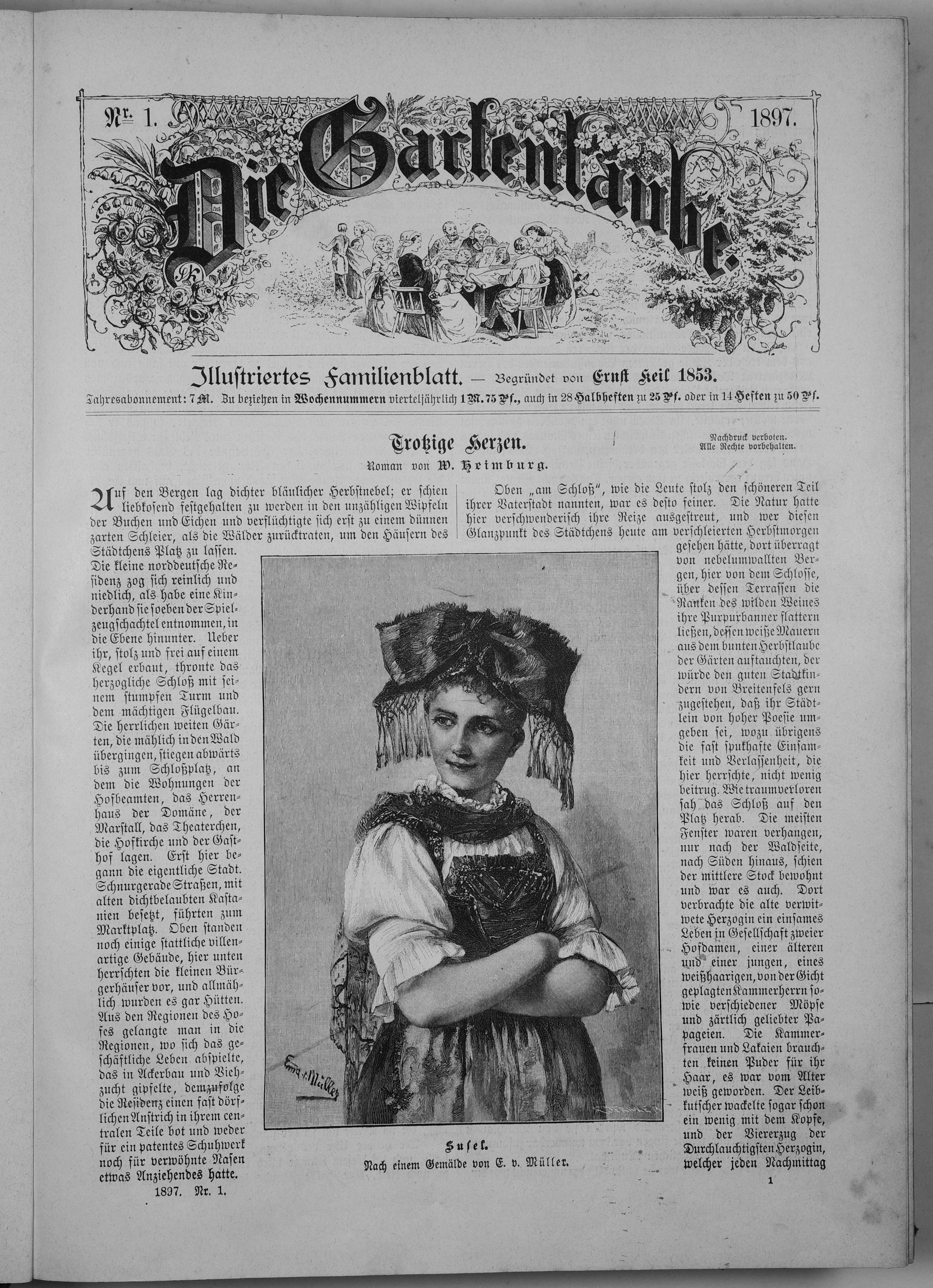
Titelseite der ersten Folge des Romans in der „Gartenlaube“.

Trotzige Herzen ist ein Roman (Familienroman, Liebesroman), den Wilhelmine Heimburg 1895 im Verlag der Nachfolger von Ernst Keil veröffentlicht hat. Wilhelm Claudius hat Illustrationen beigetragen. Ein weiteres großes Publikum fand das Werk 1897 durch die serielle Veröffentlichung in der Familienwochenschrift Die Gartenlaube (Nummern 1–20).
Der Roman erzählt die Geschichte der jungen Änne May, deren geliebter Jugendfreund aus finanzieller Not eine Ehe mit einer ungeliebten Frau eingeht. Änne will ihm ihren Schmerz nicht eingestehen und sucht Unabhängigkeit in einer Gesangskarriere, wird mit dem Geliebten, nachdem dessen Konvenienzehe in jeder Hinsicht scheitert, am Ende aber doch vereint.

## Handlung
Ort der Handlung ist die fiktive norddeutsche Residenzstadt Breitenfels, die Zeit die Gegenwart der Autorin, also die 1890er Jahre. Medizinalrat Doktor May arbeitet exklusiv für die alte Herzoginmutter. Er und seine Familie gehören dadurch einerseits zu den allerersten Kreisen der Stadt, müssen andererseits aber auch mit sehr bescheidenen Mitteln auskommen. Mays Familie, das sind seine bodenständige Schwester Emilie, seine selbstmitleidige Frau, zwei selbstsüchtige Söhne (Offizier bzw. Student) und die mit einer schönen Singstimme begnadete 19-jährige Tochter Änne. Ännes Kindheitsfreund ist Heinz von Kerkow, den es ebenso wie Änne zur Kunst hinzieht, der sich aber für die Offizierslaufbahn entschieden hat. Ebenso wie Änne ist auch Heinz arm. Aus der Kindheitskameradschaft ist längst Liebe geworden, was die beiden einander aber noch nicht eingestanden haben.
Noch bevor sie sich miteinander aussprechen können, fädelt die jeweilige Familie sowohl für Änne als auch für Heinz eine Konvenienzehe ein. Als Ännes Bräutigam ist der Oberförster Hermann Günther vorgesehen, ein Witwer mit drei Kindern, der wenig kultiviert ist, aufgrund seines Amtes aber einen guten Versorger abgeben würde; auch liebt er Änne aufrichtig. Für Heinz findet sich die Baroness Toni Ribbeneck, eine reiche Erbin, die zwar unattraktiv ist, Heinz aber liebt. Für Heinz ist der Druck, sich vorteilhaft zu verheiraten, deutlich größer als für Änne, denn er hat keinen Vater mehr und seine Schwester Ottilie, die bis dahin die Mutter versorgt hatte, wird unheilbar nervenkrank in eine Anstalt eingeliefert; auch Hedwig („Hede“), die jüngste Schwester, hat als Malerin praktisch keine Ressourcen.
Als Heinz’ Mutter stirbt und Schulden hinterlässt, bleibt Heinz keine Wahl mehr, er muss auf Änne verzichten und der Verbindung mit der ungeliebten Toni zustimmen. Seine Braut dient als Hofdame bei der Herzoginmutter. Diese will auf Toni nicht verzichten und bestimmt darum, dass Heinz ihr Hofmarschall werden und das Paar nach der Vermählung eine Wohnung im Schloss beziehen soll. Die Aussicht, sein Leben als „Hofschranze“ zu beschließen, ist Heinz äußert zuwider, doch fügt er sich auch in dieses Schicksal.
Änne schließt aus Heinz’ Heiratsplänen, dass er sie nicht liebt, und ist tief getroffen. Unerträglich wird ihr die Vorstellung, dass Heinz glauben könnte, sie habe ihn womöglich geliebt und sei über seine Heirat betrübt. Nur um Heinz auf jeden Fall vom Gegenteil zu überzeugen, willigt sie in eine Verbindung mit Hermann Günther ein. Der lässt sie diesen Entschluss jedoch sofort bereuen, denn er gesteht ihr, dass er seine erste Frau, Auguste, nur aus Konvenienzgründen geheiratet und danach keinen einzigen glücklichen Tag mehr erlebt hatte. Wenn Änne ihn nicht wirklich liebe, würde er sofort auf sie verzichten. Nur Günthers Kinder, denen Änne ebenso wenig warme Gefühle entgegenbringt wie Günther selbst, spüren, dass sie im Hause immer eine Fremde bleiben würde.
Dagegen schließt Änne Freundschaft mit Jeannette Hofleitner, der Primadonna des herzoglichen Theaters. Die emanzipierte und pragmatische Hofleitner erteilt ihr Gesangsstunden und ermutigt sie, unverheiratet zu bleiben und in die Stadt zu gehen, um dort ernsthaft Gesang zu studieren. Änne erklärt Günther, dass sie ihn nicht liebt, und zieht ihr Eheversprechen zurück. Als die Hofleitner auf Heinz’ bevorstehender Hochzeit singen soll, bittet Änne die Freundin, Krankheit vorzuschützen und sie, Änne, einspringen zu lassen. Sie hofft, auf diesem Wege ihre Eltern davon zu überzeugen, dass sie tatsächlich Talent hat, und gleichzeitig Heinz einen weiteren Beweis dafür liefern zu können, dass seine Heirat sie in keiner Weise kränke. Die Heirat findet statt, Ännes Gesangsdarbietung ist ein großer Erfolg. Die Eltern indes halten von Ännes Ausbildungsplänen gar nichts. Da Tante Emilie ihr beisteht und sie sogar begleitet, wird Ännes Umzug nach Dresden dennoch möglich.
Heinz hatte sich bei seiner Braut das Recht ausbedungen, seine Schwester Hede mit in die eheliche Wohnung einziehen zu lassen. Da die eifersüchtige Toni sich gegen diese Plan sehr sperrt, zieht Hede stattdessen bei Günther ein, führt ihm den Haushalt und wird seinen Kindern eine liebevolle Ersatzmutter.
Fünf Jahre später. Heinz und Tonis Ehe ist zutiefst unglücklich. Innig liebt Heinz nur seinen kleinen Sohn, Heini, der seit einem Unfall, an dem er Toni die Schuld zuschreibt, schwer behindert und chronisch krank ist. Auch die finanzielle Absicherung, für die er Toni geheiratet hatte, ist ausgeblieben: Toni hat durch die Schuld ihres Rechtsbeistandes ihr Vermögen verloren und auch aus dem Posten des Hofmarschalls ist, da die Herzoginmutter unmittelbar nach Heinz’ Heirat gestorben ist, nichts geworden. Der Fantasietitel eines „Schlosshauptmannes“, den der Herzog Heinz zur Entschädigung verliehen hat, ist mit keiner wirklichen Aufgabe verbunden, sodass Heinz zunehmend in die Depression driftet.
Änne hat sich in Dresden währenddessen zur Sängerin ausbilden lassen und Berühmtheit erlangt, meidet allerdings die (mit einem schlechten Ruf behaftete) Theaterbühne und singt nur auf Konzerten und in Kirchen. Eines dieser Konzerte bringt sie in die Heimatstadt Breitenfels zurück, wo sie im Schlosspark per Zufall dem kleinen Heini begegnet. Sie begreift, wer das Kind ist, und vergießt aus Mitleid über seine Behinderung heiße Tränen. Heini wird von dieser Begegnung später seinem Vater erzählen und ihm damit den Beweis liefern, dass Änne ihn, Heinz, liebt.
Toni hat ein Liebesverhältnis mit Leutnant Grellert. Als Heinz dies entdeckt, kommt es zwischen den Männern beinahe zu einem Duell; Grellert zieht es dann aber doch vor, mit Toni durchzubrennen und mit ihr nach Amerika zu gehen. Später werden Heinz und Toni auch geschieden. Da der mutterlos gewordene Heini liebevolle Pflege braucht, verlässt Hede Günthers Haus und zieht bei Heinz ein. Sowohl Günther als auch seine Kinder vermissen Hede schmerzlich, und als Hede sie am Weihnachtsabend besucht, werden sie und Günther ein Paar. Sie heiraten und verlassen den Schauplatz.
Als Ännes Vater stirbt, fordert die Mutter, dass Änne ihren Beruf aufgibt und wieder bei ihr einzieht. Änne ist außer sich über diese Forderung, die die Mutter ihren beiden Brüdern – nur weil sie Männer sind – nie zugemutet hätte, gibt schließlich aber nach. Ihrer Musik widmet sie sich danach nur noch heimlich, im Försterhaus, in das mittlerweile Günthers Nachfolger eingezogen ist. Der neue Mieter der Mutter, Dr. Lehmann, ein junger Arzt, verliebt sich in Änne. Änne erklärt ihm in aller Offenheit, dass sie ihn nicht heiraten werde, weil sie einen anderen liebe. Als Lehmann Heini wegen eines Abszesses am Hals operieren muss, nimmt er sie, weil die Krankenschwester verhindert ist, kurzerhand als Pflegerin mit, sodass es zwischen Änne und Heinz zu einer erneuten Begegnung kommt. Diese steht allerdings unter einem tragischen Stern: Heini stirbt. Nach einem Streit mit ihrer Mutter reist Änne erneut nach Dresden ab.
Vier Jahre später. Dr. Lehmann hat eine Cousine von Änne kennengelernt, die ihn liebt und am Ende auch heiratet. In Dresden erhält Änne einen Brief von Heinz, der mitteilt, dass er Schriftsteller geworden ist. Ein Band mit Gedichten liegt bei, aus denen Änne ersieht, dass Heinz immer nur sie geliebt hat. Beseligt eilt Änne nach Breitenfels in die Arme des Geliebten.

## Ausgaben (Auswahl)
- Trotzige Herzen. Ernst Keils Nachfolger, Leipzig 1895.
- Trotzige Herzen. Schreitersche Verlagsbuchhandlung, Berlin 1930.

In anderen Sprachen:
- Strijdende harten. Smit, Amsterdam 1923.